# Sainte-Hélène-du-Lac
Sainte-Hélène-du-Lac är en kommun i departementet Savoie i regionen Auvergne-Rhône-Alpes i sydöstra Frankrike. Kommunen ligger i kantonen Montmélian som tillhör arrondissementet Chambéry. År 2022 hade Sainte-Hélène-du-Lac 835 invånare.

## Befolkningsutveckling
Antalet invånare i kommunen Sainte-Hélène-du-Lac
| Referens: INSEE |